# Walter Zwi Bacharach
Pour les articles homonymes, voir Bacharach (homonymie).
Walter Zwi Bacharach (hébreu : צבי (וולטר) בכרך), né le 7 septembre 1928 à Hanau et mort le 28 juillet 2014, est un historien germano-israélien, survivant de l'Holocauste.

## Biographie
Après la Nuit de Cristal en 1938, la famille de Walter Bacharach fuit la persécution des Juifs de Hambourg pour se réfugier à Hilversum aux Pays-Bas. Au début de 1942, la famille est internée au camp de regroupement et de transit de Westerbork, avant d'être déportée au ghetto de Theresienstadt dans le protectorat de Bohême-Moravie en février 1944. Fin septembre 1944, les Bacharach arrivent à Auschwitz, où Erna, la mère de Walter, est gazée. Avec son père et son frère Albrecht, Walter endure une période de travaux forcés au sous-camp de concentration de Leipzig-Thekla (de), subordonné à Buchenwald. Lorsque le camp est dissous vers la fin de la guerre, son père Moritz est abattu devant ses yeux pendant la marche de la mort.
Après la Libération, Walter Bacharach émigre en 1946 en Palestine mandataire, où il rejoint le mouvement de kibboutz HaDati et intègre le kibboutz Be'erot Yitzhak. Comme celui-ci est détruit pendant la guerre de 1948-1949, le kibboutz déménage dans le désert du Néguev. Avec sa femme Chana, une survivante hongroise de la Shoah, qu'il a épousé en 1949, Bacharach quitte le kibboutz en 1953 et s'installe à Tel Aviv. Le couple a trois enfants. Bacharach devient enseignant, avant de commencer des études d'Histoire.
En tant qu'historien moderniste, Bacharach enseigne et recherche sur l'histoire de l'antisémitisme et l'Holocauste à l'université Bar-Ilan de Ramat Gan. Il devient collaborateur de l'Institut international pour la recherche sur l'Holocauste à Yad Vashem. De 2003 à 2007, il est directeur de l'Institut Leo-Baeck (en) de Jérusalem.
Bacharach meurt en juillet 2014. Il laisse derrière lui sa femme, leurs trois enfants et sept petits-enfants.

## Écrits (sélection)
- (he) Antishemiut modernit, Tel Aviv, Miśrad ha-biṭakhon, 1979
- (en) Antisemitism, Holocaust, and the Holy See: An Appraisal of Recent Books About the Vatican and the Holocaust, in Yad Vashem Studies XXX
- (en) Anti-Jewish Prejudices in German-Catholic Sermons (traduit de l'hébreu par Chaya Galai), Lewiston (New York), Edwin Mellen Press, 1993
- (de) en tant qu'éditeur : Dies sind meine letzten Worte …: Briefe aus der Shoah (Original en hébreu par Maurice Tszorf), Göttingen, Wallstein, 2006.
- (de) „Dem Tod ins Auge schauen“. Aufsatz zu Ehren von Monika Richarz, in: Marion Kaplan, Beate Meyer (éd.) : Jüdische Welten. Juden in Deutschland vom 18. Jahrhundert bis in die Gegenwart, Göttingen, Wallstein, 2005, pp. 295–303